# Edelzwicker
El Edelzwicker («edel», noble y «zwicker», ensamblaje) es un vino alsaciano con AOC (AOC Alsace edelzwiker) llamado «de ensamblaje», esto es, constituido por una mezcla de dos o más variedades de uva de las que conforman la AOC Alsace.
La calidad de este vino puede ser muy variable, dependiendo de los vinos que lo constituyen.
Los vinos que componen el Edelzwicker pueden ser de pinot gris (antiguamente Tokay Pinot Gris), de gewürztraminer, de riesling, de sylvaner, de pinot blanc o de muscat de Alsacia, y distintas calidades (básicas, Grands Crus, Vendanges Tardives ou Sélection de Grains Nobles).
El Edelzwicker se consume como vino de mesa o también como blanc-cassis o kir y reserva a veces agradables sorpresas según la calidad de los vinos mezclados.
- Datos: Q1283481
- Multimedia: Edelzwicker / Q1283481